# Geologia de Mart

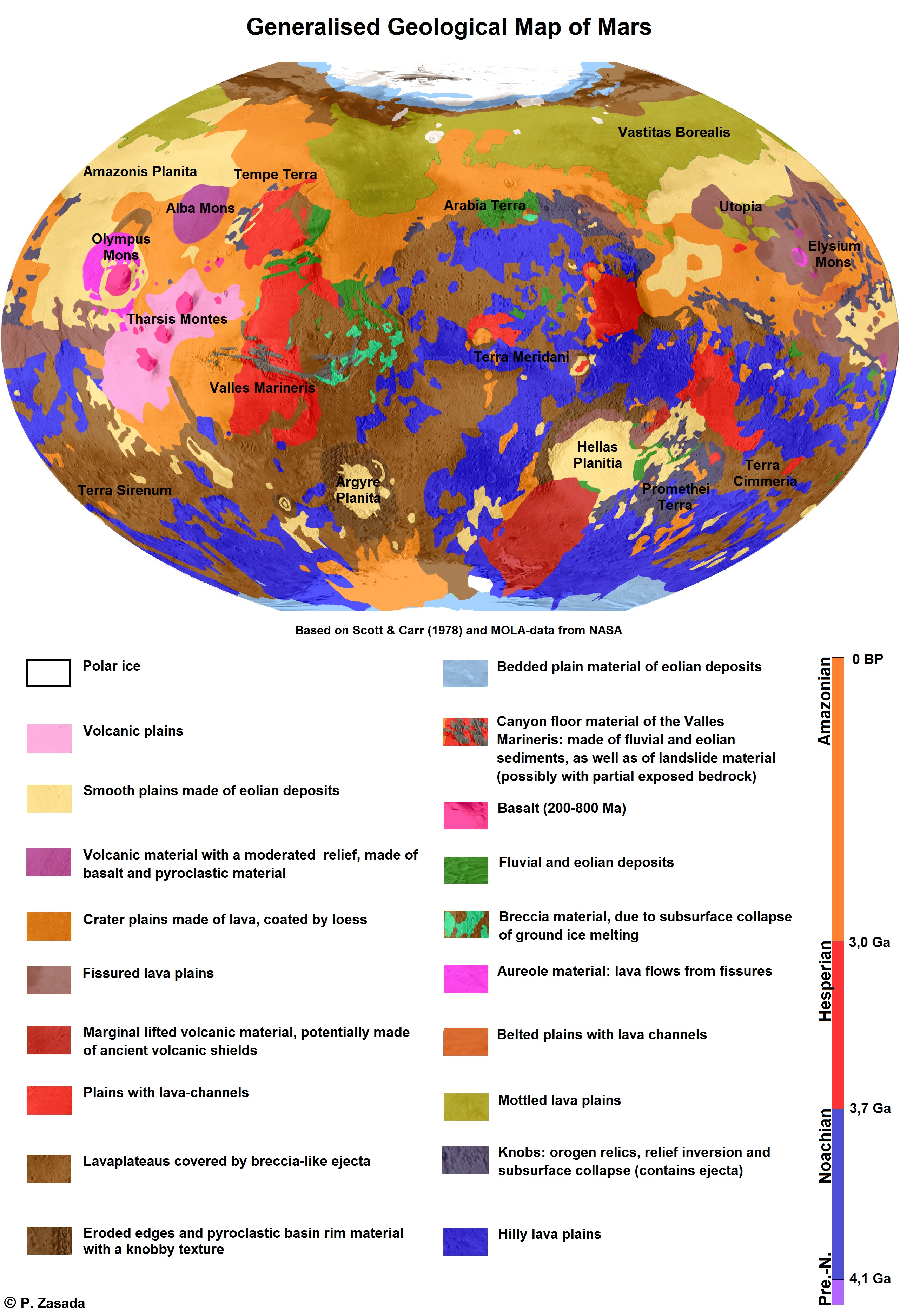
Mapa geològic de Mart

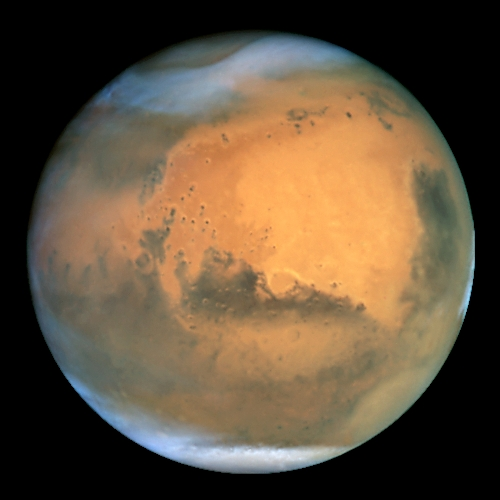
Mart vist pel Telescopi espacial Hubble

La Geologia de Mart és l'estudi científic de la superfície, l'escorça i l'interior de la planeta Mart. Fa èmfasi en la composició, estructura, història, i processos físics que han conformat el planeta. És una disciplina anàloga a la geologia terrestre. En ciències planetàries, geologia és un terme utilitzat en el seu sentit més ampli per significar l'estudi de les parts sòlides dels planetes i les seves llunes. Incorpora aspectes de geofísica, geoquímica, mineralogia, geodèsia, i cartografia. El neologisme areologia, derivat de la paraula grega Ares (Mart), de vegades apareix com a sinònim per a la geologia de Mart en els mitjans de comunicació populars i en els treballs de ciència-ficció (per exemple, en la Trilogia marciana de Kim Stanley Robinson), encara que la paraula és rarament utilitzada per geòlegs professionals i científics planetaris.

## Composició de Mart
Com la Terra, Mart és un planeta amb diferències, la qual cosa significa que té un nucli format per ferro-níquel, un mantell, i una escorça de silicats menys densa. El representatiu color roig del planeta és a causa de la quantitat d'òxid de ferro que en té a la superfície.
Els científics creuen que els elements més abundants químics a l'escorça de Mart, a més de silici i oxigen, són: ferro, magnesi, alumini, calci i potassi. Aquests són els components principals dels minerals que comprenen roques ígnies; altres elements com el titani, crom, manganés, sofre, fòsfor, sodi i clor són menys abundants; així i tot, també són components importants de molts minerals accessoris en roques i de minerals secundaris (productes de meteorització) en la pols i sòls (regolita). L'hidrogen hi és en forma d'aigua (H2O), gel i en minerals hidratats. També s'hi detectà carboni com a diòxid de carboni (CO2) en l'atmosfera i de vegades en gel sec als pols. També s'ha detectat una quantitat desconeguda de carboni concentrada en carbonats. El nitrogen molecular (N2) compon el 2,7% de l'atmosfera. Pel que sabem, no hi ha composts orgànics, tret d'una traça de metà detectada en l'atmosfera.

## Fisiografia global
La majoria del coneixement actual sobre la geologia de Mart prové de l'estudi dels seus accidents geogràfics i de les característiques del relleu de la seva escorça observable en les imatges preses per naus espacials orbitals. Mart té en la seva superfície un gran nombre d'elements distintius a gran escala, mostra dels diferents tipus de processos geològics que han operat sobre el planeta durant diverses eres. En conjunt, aquestes regions il·lustren processos geològics que inclouen el vulcanisme, la tectònica, l'aigua, el gel, i els impactes astronòmics que han modelat el planeta a escala global.

### Dicotomia entre hemisferis

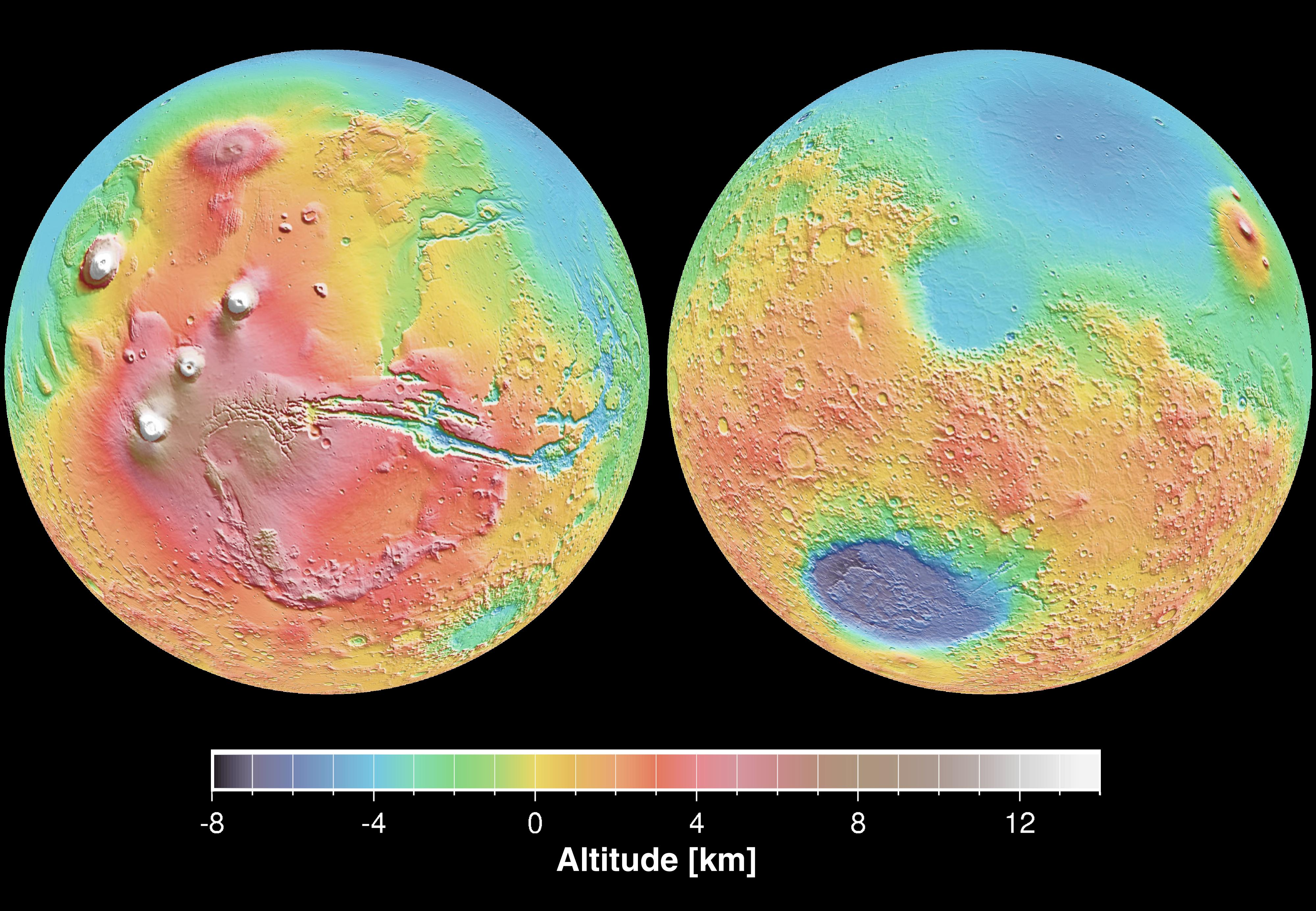
Mars Orbital Laser Altimeter (MOLA): mapes altimètrics ombrejats en color que mostren les elevacions en els hemisferis occidental i oriental de Mart. (Esquerra): L'hemisferi occidental està dominat per la regió de Tharsis (vermell i marró). Alts volcans apareixen en blanc. Valls Marineris (en blau) és la major depressió. (Dreta): l'hemisferi Oriental mostra les Terres Altes plenes de cràters (grocs a vermells) amb la conca Hellas (porpra, blau profund) més avall. La regió de Elysium apareix en la vora superior dret. Àrees a nord de la frontera de la dicotomia apareixen ombrejades de blaus en ambdós mapes.

Els hemisferis nord i sud de Mart són sorprenentment diferents l'un de l'altre en quan a topografia i fisiografia. Aquesta dicotomia és una característica geològica global fonamental del planeta. En termes senzills, l'hemisferi nord és una enorme depressió topogràfica: aproximadament un terç de la superfície del planeta es troba a una cota d'entre 3 i 6 km més baixa que els altres dos terços situats al sud. Aquesta és una primera característica del relleu marcià que mostra un cert paral·lelisme amb la diferència d'elevació entre els continents i les conques dels oceans de la Terra. La dicotomia és també expressable d'altres dues maneres: com la diferència en la densitat de cràters d'impacte i com la diferència de el gruix de l'escorça entre els dos hemisferis.
A l'hemisferi sud hi ha formacions molt antigues (sovint anomenades "terres altes de sud" o Uplands en anglès) amb nombrosíssims cràters, caracteritzades per superfícies abruptes anteriors al període del Gran bombardeig tardà. En contrast, les terres baixes situades al nord presenten pocs cràters grans, el seu sòl és molt llis, i mostren altres tipus d'elements geomorfològics que indiquen que han ocorregut extensos processos de regeneració de la seva superfície des que es van formar les terres altes del sud. La tercera distinció entre els dos hemisferis és el gruix de l'escorça. Dades topogràfiques i gravimètriques indiquen que l'escorça a les terres altes de sud tenen un gruix màxim d'aproximadament 58km, mentre que les de la banda nord tot just arriben als 32km de gruix.
L'origen i edat de la dicotomia hemisfèrica és encara objecte de debat. Les hipòtesis sobre el seu origen generalment es poden agrupar en dues categories: en una d'elles, la dicotomia va ser produïda per un mega-esdeveniment d'impacte o diversos impactes grans molt antics en la història de la planeta (teories exogénicas); en l'altra, la dicotomia va ser produïda per l'aprimament de l'escorça de l'hemisferi nord provocat per la convecció de la capa o d'altres processos químics i tèrmics a l'interior de la planeta (teories endogénicas). Un model endogen proposa un episodi de tectònica de plaques que va produir una crosta més prima en el de nord, similar al que està passant en els límits de les plaques tectòniques a la Terra. Sigui quin sigui el seu origen, la dicotomia de Mart sembla ser extremadament antiga. Una nova teoria basada en un impacte gegant al pol sud, validada pel descobriment de dotze alineacions hemisfèriques mostra que les teories exògenes semblen ser més consistents que les endògenes, i que les plaques de Mart mai han tingut una activitat tectònica capaç d'originar la dicotomia. Els altímetres làser i els radars de les naus orbitals han identificat un gran nombre de conques, estructures difícilment discernibles en les imatges convencionals. Denominades "quasi-depressions circulars", aquestes estructures probablement representen cràters del període del Gran bombardeig Tardà. L'estudi d'aquestes "quasi-depressions circulars" suggereix que la superfície subjacent en l'hemisferi nord és almenys tan vella com l'escorça més antiga exposada a les terres altes de sud. L'antiguitat de la dicotomia suposa una restricció significativa en les teories sobre el seu origen.

### Regions volcàniques de Tharsis i Elysium
La zona transfronterera de la dicotomia en l'hemisferi occidental de Mart inclou una extensió de vulcanisme massiu a les àrees tectòniques coneguda com a regió de Tharsis. Aquesta immensa estructura elevada té milers de quilòmetres de diàmetre i cobreix fins a un 25% de la superfície del planeta. Fent una mitjana d'entre 7 i 10 km per sobre de la cota zero de referència (denominada en geodèsia "datum", quelcom semblant al "nivell del mar" marcià), Tharsis conté les elevacions més altes del planeta i el major volcà conegut en tot el Sistema Solar. Tres enormes volcans, Ascraeus Mons, Pavonis Mons, i Arsia Mons (el conjunt es denomina Tharsis Montes), estan alineats en un eix NE-SO al llarg de la cresta de la protuberància. L'enorme Alba Mons (anteriorment Alba Patera) ocupa la part del nord de la regió. El gegantesc volcà escut, el conegut Olympus Mons es troba en un lloc prominent, a la vora occidental de la regió. El caràcter extremament massiu de l'àrea de Tharsis provoca enormes tensions a la litosfera del planeta. Com a resultat, immenses fractures de gran extensió (fosses tectòniques i rifts) parteixen radialment des de Tharsis, estenent-se fins a aconseguir pràcticament la meitat del planeta.
Una zona volcànica més petita que es troba diversos milers de quilòmetres a l'oest de Tharsis és Elysium. Amb aproximadament 2.000 quilòmetres en diàmetre, consta de tres volcans principals: Elysium Mons, Hecates Tholus i Albor Tholus. El grup de volcans d'Elysium és una mica diferent del de Tharsis, formacions en què estan implicades laves i piroclasts.

### Grans conques
Sobre la superfície de Mart existeixen grans extensions de conques circulars causades per impactes enormes. El més gran i fàcilment visible, Hellas, una conca es troba a l'hemisferi sud. És el segon major impacte confirmat sobre l'estructura del planeta, centrat sobre les coordenades 64°E de longitud i 40° S de latitud. La part central de la conca, Hellas Planitia, té 1.800 km de diàmetre i està envoltada d'una ample corona circular molt erosionada, que es caracteritza per les seves irregulars i abruptes muntanyes estretament apinyades en massissos, que probablement representen vells blocs de l'antiga escorça de la conca fracturats, rotats i desplaçats. Antics relleus volcànics de baixa altura es localitzen a les seccions nord-oriental i sud-occidental. El fons de la conca conté gruixuts dipòsits sedimentaris, estructuralment complexos, després d'una llarga història geològica de deposicions, erosió, i deformacions internes. Les zones més baixes del planeta estan localitzades dins de la conca Hellas, amb algunes àrees 8 km per sota de la cota de referència zero.
Les altres dues grans estructures d'impacte són les conques Argyre i Isidis. Igual que Hellas, Argyre (amb 800 km de diàmetre) està localitzat a les terres altes de sud, i apareix envoltat per un ample anell de muntanyes. Les muntanyes en la porció sud, Charitum Montes, poden haver estat erosionades per efecte del gel i les glaceres en algun moment de la història de Mart. Per la seva banda, la conca Isidis (amb 1.000 km de diàmetre) es troba a la dicotomia nord, als 87°E de longitud. La porció nord-oriental de la conca ha estat erosionada i actualment es troba soterrada per dipòsits de les planes de nord, donant a la conca la forma d'un esbós semicircular. El sector nord-occidental de la conca està caracteritzat per una fossa arquejada (Nili Fossae) paral·lela a el perímetre de la conca.
Una altra gran conca, Utopia, està completament soterrada per dipòsits de les planes de nord. La seva configuració només és clarament discernable mitjançant dades d'altimetria.
Totes aquestes grans conques sobre la superfície de Mart són extremadament antigues, datades amb anterioritat Gran bombardeig tardà. Se suposa que poden ser comparables en edat a les conques Mare Imbrium i Mare Orientale de la Lluna.

### Sistema de canyons equatorials

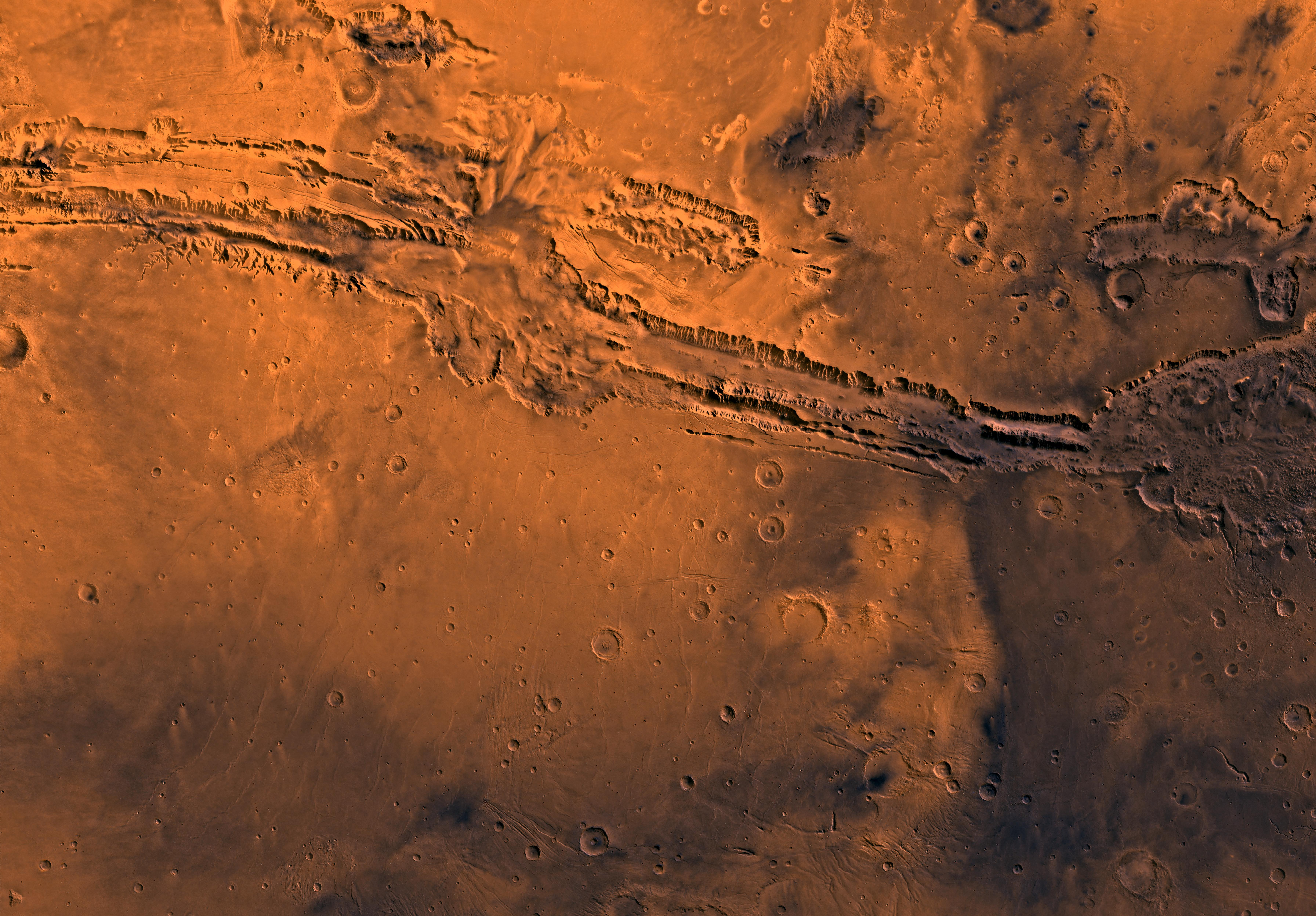
Imatge de Viking 1 de les Valles Marineris.

A l'hemisferi occidental, prop de l'equador, apareix un sistema immens de canyons profunds i goles interconnectades entre si, conegut com Valles Marineris, que s'estén a l'est de Tharsis en una longitud de més de 4.000 km, gairebé un quart de la circumferència del planeta. Si es col·loqués sobre la Terra, Valls Marineris abastaria l'ample d'Amèrica de Nord. En alguns llocs, els canyons mesuren fins a 300 km d'amplada i 10 km de profunditat. Sovint comparat amb el Gran Canyó del Colorado a la Terra, Valles Marineris té un origen molt diferent que la seva relativament diminuta famosa rèplica terrestre. El Gran Canyó del Colorado és en gran part el resultat de l'erosió produïda per l'aigua, mentre que els canyons equatorials de Mart són d'origen tectònic, és a dir, van ser formats majoritàriament per falles, en un procés similar al de les valls del Rift d'Àfrica Oriental. Aquests canyons representen la potent extensió de les tensions produïdes per la sobrecàrregues originades per Tharsis sobre l'escorça de Mart.

### Terreny caòtic i canals
El terreny a la part més oriental del Valls Marineris és una caòtica gradació de turons baixos i arrodonits, intercalats amb àmplies zones de tarteres que van apaèixer del col·lapse de les zones altes que s'han acumulat a les zones baixes. Les àrees de l'anomenat terreny caòtic formen enormes canals d'una gran amplada que travessen en sentit nord les desolades planes que porten cap a la Chryse Planitia. La presència d'illes entre les lleres i d'altres característiques geomorfològiques indica que els canals van ser, probablement, formats per l'alliberament de grans masses d'aigua, procedents d'aqüífers o de la fusió de gel situat sota la superfície. Així i tot, aquests elements característics també podrien haver estat formats pel flux d'abundant lava volcànica procedent de Tharsis. Aquests canals (com Ares, Shalbatana, Simud i Tiu), són enormes si es comparen amb els estàndards terrestres: s'ha estimat que el cabal punta necessari per excavar el canal de 28 km d'amplada del Vallis Ares és de l'ordre de 14 milions de metres cúbics per segon, unes deu mil vegades el cabal mitjà del riu Mississipi.

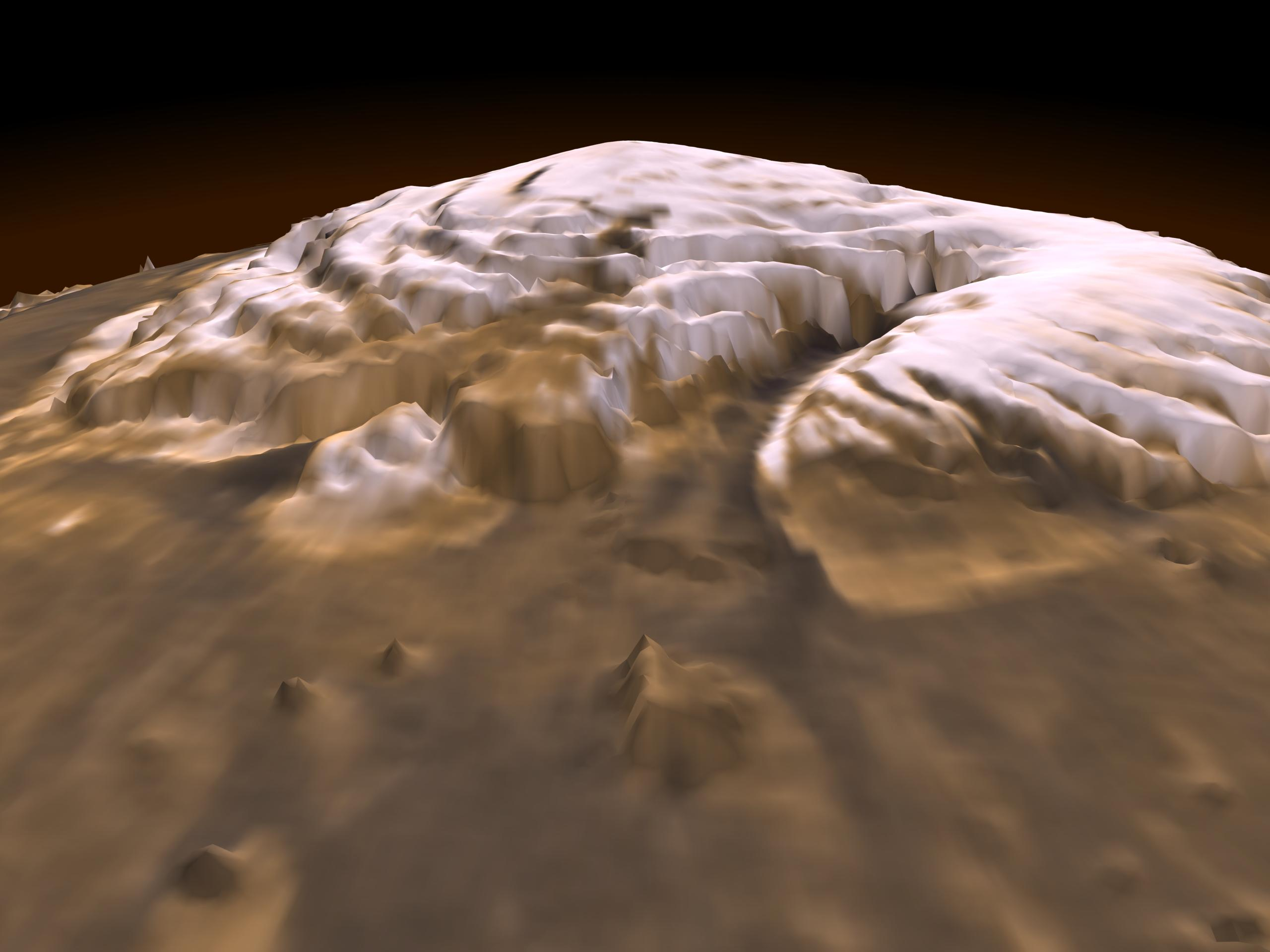
Imatge del Planum Boreum presa pel Mars Orbital Laser Altimeter (MOLA).

### Casquets de gel
Les característiques capes de gel polars de Mart són ben conegudes a través d'imatges telescòpiques, sent identificades per primera vegada per Christiaan Huygens l'any 1672. Des de la dècada de 1960, se sap que els casquets polars es componen de gel de diòxid de carboni (CO2) que es condensa fora de l'atmosfera, on les temperatures cauen per sota de 148K (el punt de rosada del CO2) durant l'hivern polar. Al nord, la capa de gel de CO2 desapareix completament (procés anomenat sublimació) a l'estiu, deixant rere seu una resta residual de gel d'aigua. En el pol sud, un petit residu de la capa de gel de CO2 roman a l'estiu.
Les dues capes de gel residual es troben sobre gruixudes capes de dipòsits de interestratificats de gel i pols. Al nord, les capes que formen aquests dipòsits arriben als 3km de gruix, ocupant un altiplà de 1.000 km de diàmetre anomenada Planum Boreum. Una altra altiplà amb dipòsits de gruix similar, el Planum Austral, es troba en el pol sud. Ambdós Planum són considerats en ocasions com a sinònims dels casquets polars, però el gel permanent constitueix només un mantell relativament prim situat a la part superior de les capes de dipòsits, que probablement representen l'alternança de cicles de deposició de pols i gel producte dels canvis climàtics relacionats amb les variacions en els paràmetres de l'òrbita de planeta al llarg de el temps. Les capes polars de dipòsits es troben entre les formacions geològiques de Mart més recents.

## Variacions d'albedo
La topografia de Mart no és apreciable des de la Terra. Les àrees brillants i fosques observables a través d'un telescopi són marques de diferent albedo:
- El color vermell es correspon amb zones on la pols fina és rica en òxid de ferro i cobreix la superfície. Les zones més brillants (excloent els casquets polars i els núvols), inclouen Helade, Tharsis i Aràbia Terra.
- Les marques de color gris fosc representen àrees en què el vent ha escombrat la pols, deixant a la vista la capa inferior de material rocós. Aquestes marques fosques són més abundants en un ampli cinturó que abasta entre 0° i 40° de latitud sud. No obstant això, les marques fosques més destacades són Syrtis Major Planum, situada a l'hemisferi nord, i Acidalia Planitia, situada a l'hemisferi nord.[39]
- També apareix un tercer tipus d'àrees intermèdies en color i albedo, regions que possiblement contenen una barreja de materials de les àrees brillants i de les fosques.[40]

## Vulcanisme

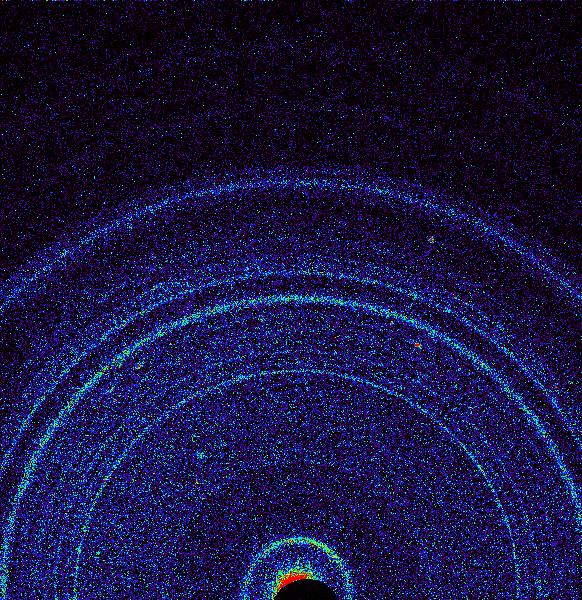
Primera cristal·lografia de raigs X del terra de Mart. L'anàlisi va revelar la presència de feldespat, piroxens, olivina i altres silicats.

Grans estructures volcàniques i les seves formacions associades cobreixen extenses àrees de la superfície de Mart. Els majors volcans de Mart es concentren a Tharsis i a Elysium. Els geòlegs pensen que una de les raons per les quals els volcans de Mart són capaços adquirir mides tan grans és perquè no tenen els condicionants tectònics que sí posseeix la Terra; la lava que flueix d'un determinat punt calent és capaç d'acumular-se en una ubicació concreta de la superfície durant molts centenars de milions d'anys.
El 17 d'octubre de 2012, el Curiosity va realitzar el primer cristal·lografia de raigs X del terra de Mart. Els resultats van revelar la presència de diversos minerals, com el feldespat, piroxens i olivina, i va suggerir que la composició de terra marcià en aquesta zona és similar a la dels "sòls de basalt degradat" dels volcans Hawaians. Al juliol de 2015, també es va identificar tridimita en una mostra de roca presa en el Cràter Gale, portant als científics a pensar que l'activitat volcànica va poder haver tingut un paper molt més important en la història geològica de la planeta del que es pensava fins llavors.

## Sedimentologia

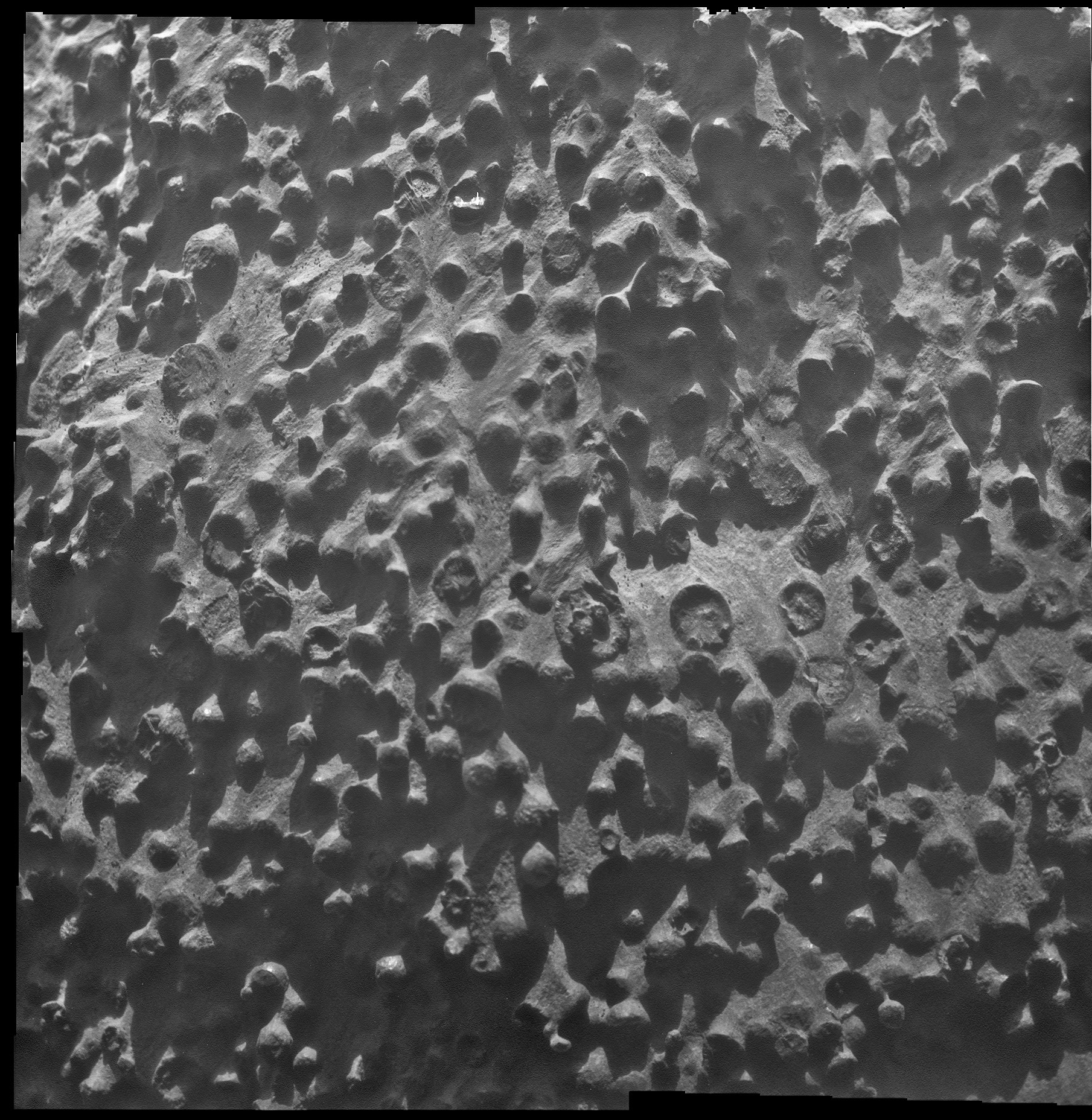
Col·lecció d'esferes, cadascuna d'aproximadament 3 mm de diàmetre. Imatge de l’Oportunity

El flux d'aigua sembla haver estat comú en la superfície de Mart en diverses etapes de la seva història, especialment en les èpoques més antigues. Molts d'aquests fluxos van tallar la superfície de la planeta, formant una xarxa de valls i provocant processos de sedimentació. Aquest sediment s'ha tornat a dipositar en una àmplia varietat d'ambients humits, fins i tot en ventalls al·luvials, llits serpentejants, deltes fluvials, llacs, i potser fins i tot oceans. Els processos de deposició i de transport estan associats amb la gravetat van anar creant els diferents paisatges de Mart en funció de les diferents condicions ambientals. No obstant això, hi ha altres maneres de calcular la quantitat d'aigua a l'antic Mart (vegeu aigua a Mart). L'aigua subterrània ha estat implicada en la cimentació de sediments eòlics i en la formació i el transport d'una àmplia varietat de minerals sedimentaris incloent argiles, sulfats i hematites.
Quan la superfície es va quedar seca, el vent ha estat un dels principals agents geomorfològics. La sorra impulsada pel vent forma cossos com ones gegantines i dunes, molt comuns en la superfície moderna de Mart. Els ventifactos, com la roca Jake Matijevic, són altres mostres de la sedimentació i erosió eòlica de la superfície marciana.
Una àmplia varietat d'altres fàcies sedimentàries també es poden trobar com ara glaceres, aigües termals i esllavissades de terra, així com materials criogènics i periglacials, entre molts altres.

## Aigües subterrànies
Un grup d'investigadors proposa que alguns dels estrats de Mart van ser causats per l'aigua subterrània en sortir a la superfície en nombrosos llocs, especialment a l'interior dels cràters. D'acord amb aquesta teoria, determinats minerals van arribar a la superfície dissolts en les aigües subterrànies i posteriorment va contribuir a formar una sèrie de capes mitjançant l'acumulació de minerals (especialment sulfats), amb la cimentació dels sediments al voltant dels cràters. Aquesta hipòtesi és recolzada pel descobriment d'un model d'aigües subterrànies sulfatades en una àmplia zona.
Mitjançant l'examen dels materials de la superfície amb l'Opportunity, els científics van descobrir que les aigües subterrànies havien sortit a l'exterior repetidament dipositant sulfats a la superfície. Estudis posteriors amb instruments a bord del Mars Reconnaissance Orbiter van mostrar que els mateixos tipus de materials existeixen en una àmplia zona que inclou el sector denominat Aràbia.

## Elements geològics interessants

### Allaus
El 19 de febrer de 2008, les imatges obtingudes per la càmera HiRISE a bord del Mars Reconnaissance Orbiter van mostrar una espectacular allau, en el que una acumulació de materials (possiblement formada per sòls de gra fi, gel, pols i grans blocs de roca) es va precipitar en una caiguda de més de 700 metres de desnivell des de dalt d'un penya-segat. L'evidència de l'allau va incloure la posterior formació de núvols de pols al voltant del penyasegat.

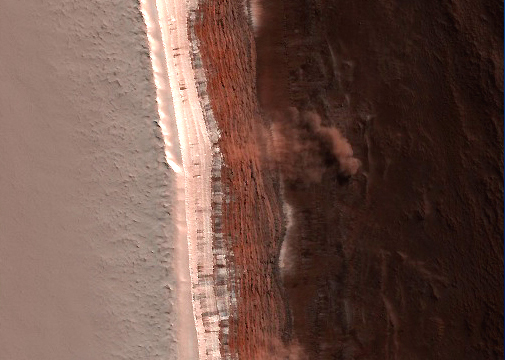
Imatge del 19 de febrer de 2008. Allau a Mart capturada per la sonda Mars Reconnaissance Orbiter.
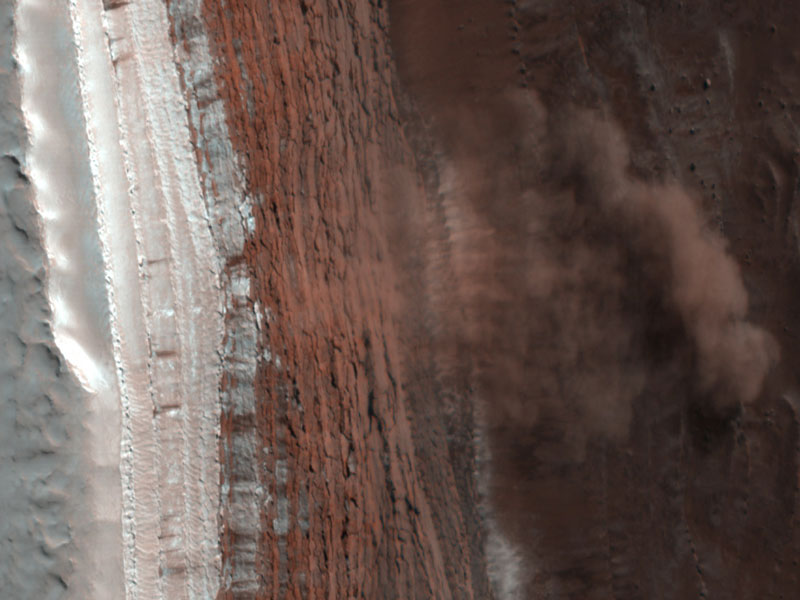
Detall de l'allau.
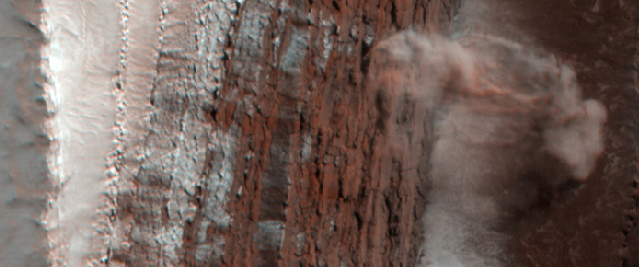
Núvols de pols elevant-se per sobre dels 700 metres de profunditat al voltant del penya-segat.
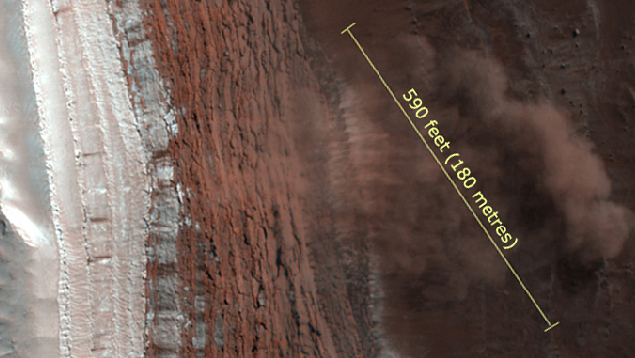
Una foto amb l'escala gràfica mostra la mida de l'allau.

### Coves
Els científics de la NASA que estudien les imatges de la Mars Odyssey han descobert el que podria ser una sèrie de set coves situades en els vessants del volcà Arsia Mons. L'entrada de les fosses mesura entre 100 i 252 metres d'amplada i s'estima que poden tenir almenys entre 73 i 96 m de profunditat. D'acord amb la imatge inferior, els pous han estat informalment anomenats (A) Dena, (B) Chloe, (C) Wendy, (D) Annie, (E) Abby (esquerra) i Nikki, i (F) Jeanne. Atès que la llum no arriba al terra de la majoria dels pous, és probable que s'estenguin a molta més profunditat que el que s'ha suposat en aquestes primeres estimacions, només es va poder observar el sòl de Dena a 130 m de profunditat. Posteriors investigacions suggereixen que aquests orificis no són necessàriament tubs de lava, podent ser buits grans. La revisió de les imatges ha provocat el descobriment de més pous profunds.

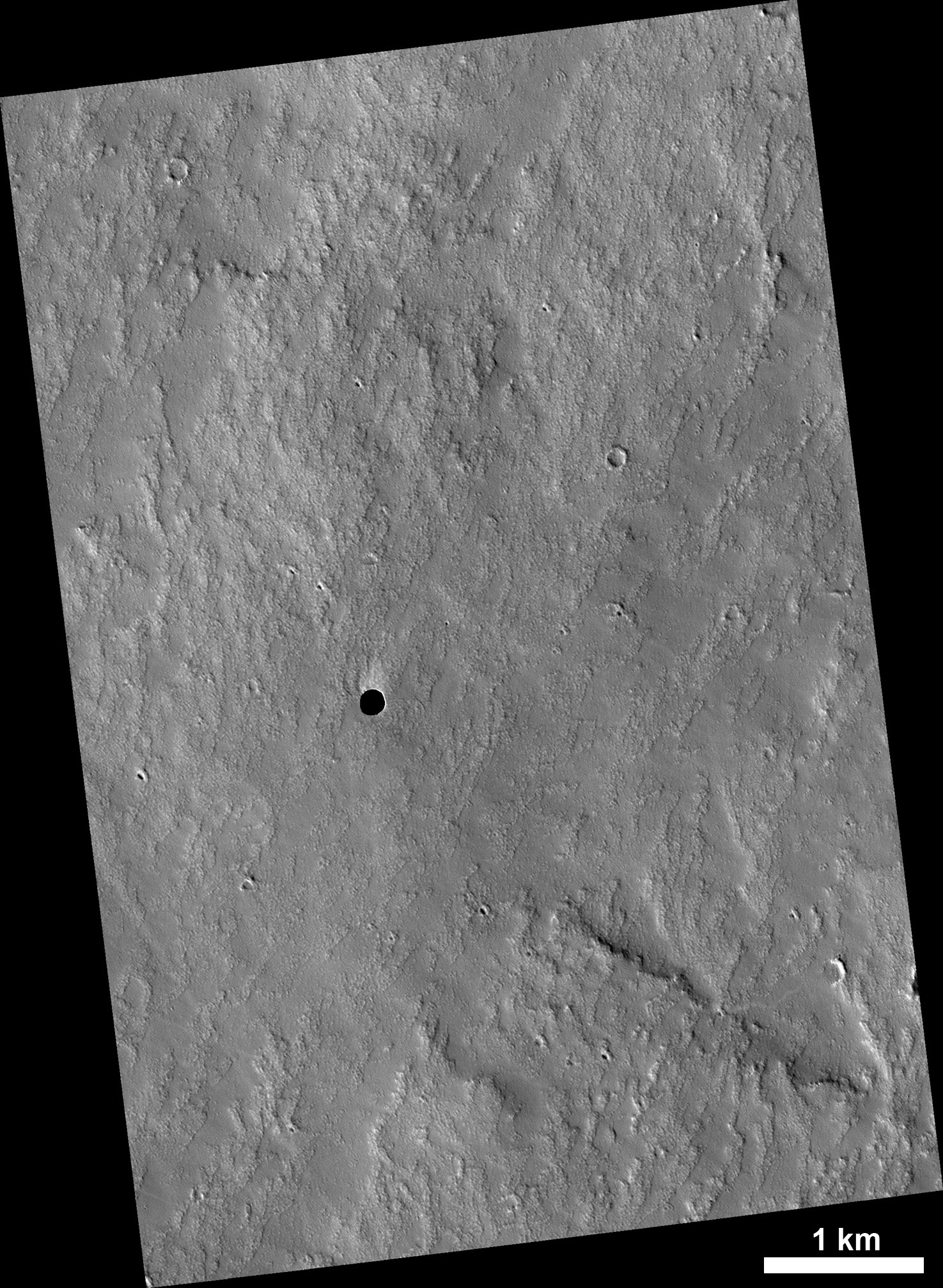
Cova Jeanne. Imatge Mars Reconnaissance Orbiter.
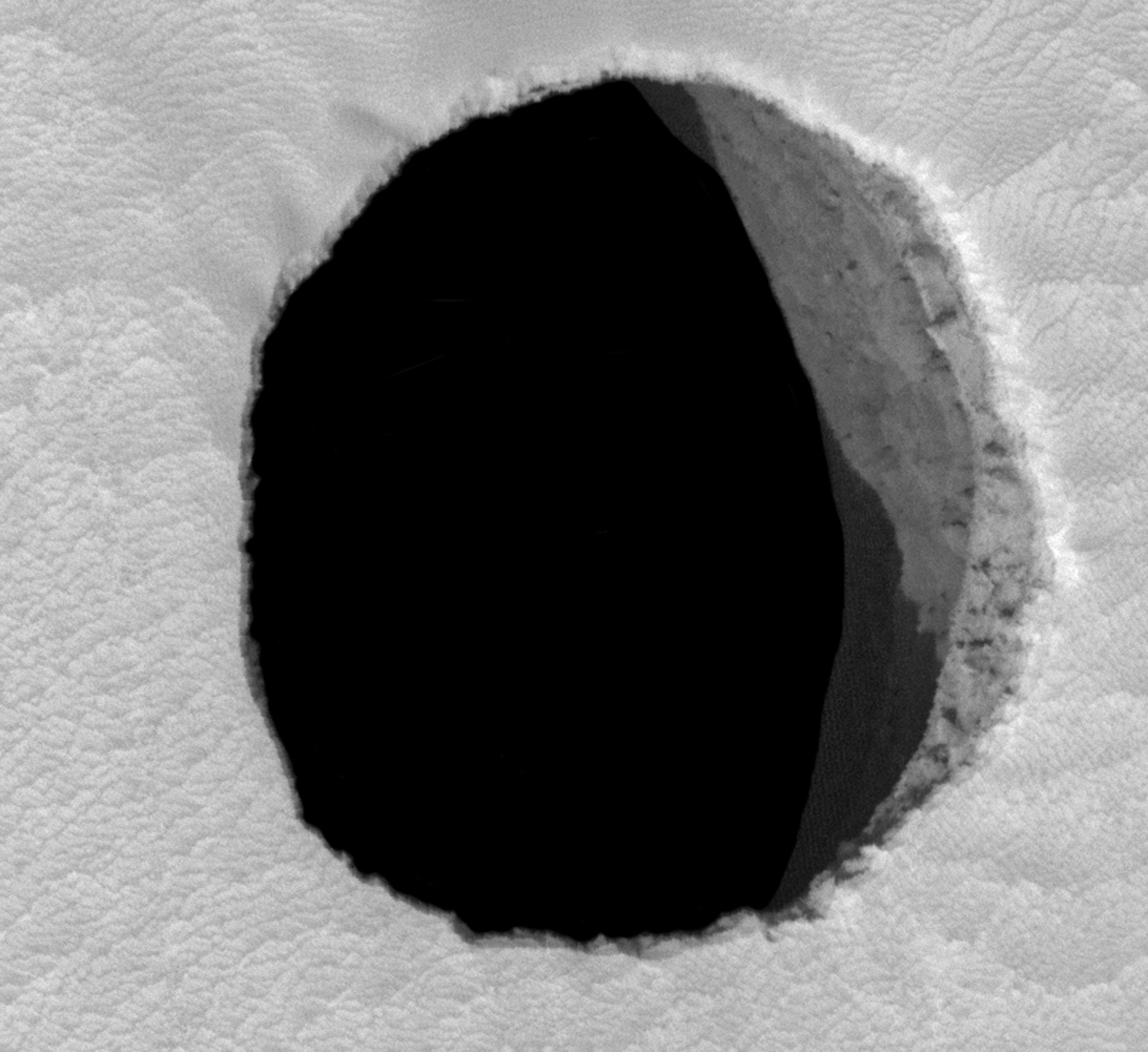
Primer pla HiRISE de Jeanne mostrant la il·luminació de la paret.
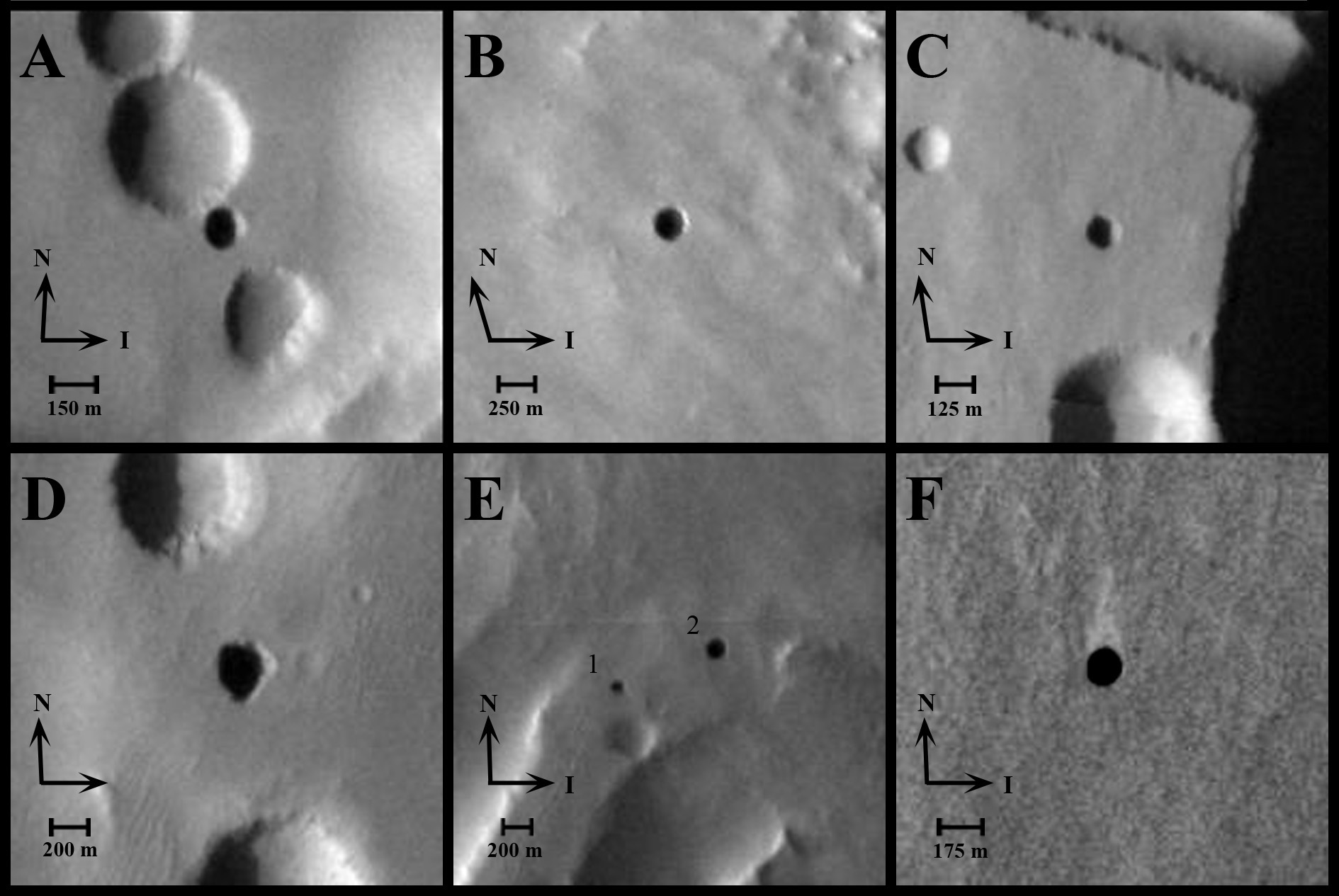
Imatge THEMIS de les entrades a les coves de Mart.

S'ha suggerit que els exploradors humans a Mart podrien utilitzar les coves formades per tubs de lava com refugis. Les coves poden ser les úniques estructures naturals que ofereixen protecció contra els micrometeorits, la radiació ultraviolada, les protuberàncies solars i les partícules d'alta energia que xoquen la superfície de la planeta.

### Relleu invertit
Algunes zones de Mart mostren relleu invertit, on els elements que una vegada van ser depressions, com les lleres, estan ara per sobre de la superfície. Es creu que els materials com les roques grans es dipositen a les zones baixes. Posteriorment, l'erosió de vent les treu de nou a la superfície, però deixant darrere els materials més resistent dels dipòsits. Una altra manera de formar-se un relleu invertit podria ser la lava que flueix pel llit d'un rierol, o els materials cimentats pels minerals dissolts en l'aigua. A la Terra, els materials cimentats per sílice són molt resistents a tot tipus de forces d'erosió. Exemples de canals invertits en la Terra es troben a la formació muntanyosa Cedar a prop de Green River, Utah. El relleu invertit, en forma de rius i rierols, és una prova més de l'aigua que va fluir sobre la superfície de Mart en el passat, i suggereix que el clima era diferent (molt més humit) quan es van formar aquests elements invertits.
En un article publicat al gener de 2010, un gran grup de científics va llançar la idea de la recerca de vida en el cràter Miyamoto causa de l'exitència de canals invertits i de minerals que indiquen la presència d'aigua en el passat.

A continuació es mostren imatges d'altres exemples de relleu invertit, procedents de diverses parts de Mart.

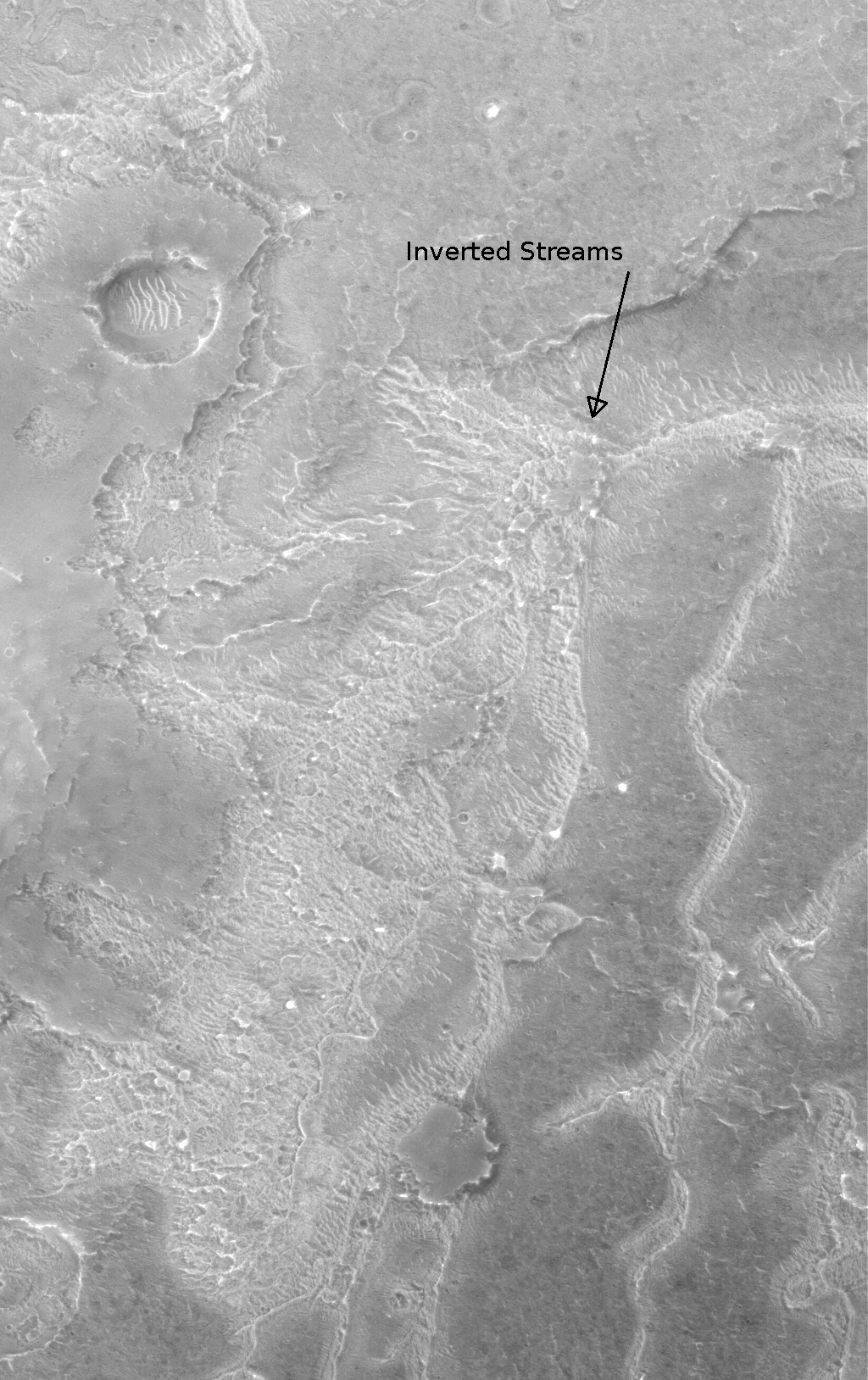
Rierols invertits prop de Juventae Chasma. Aquests fluxos comencen a la part superior d'un turó i a continuació s'uneixen. Imatge del Mars Global Surveyor
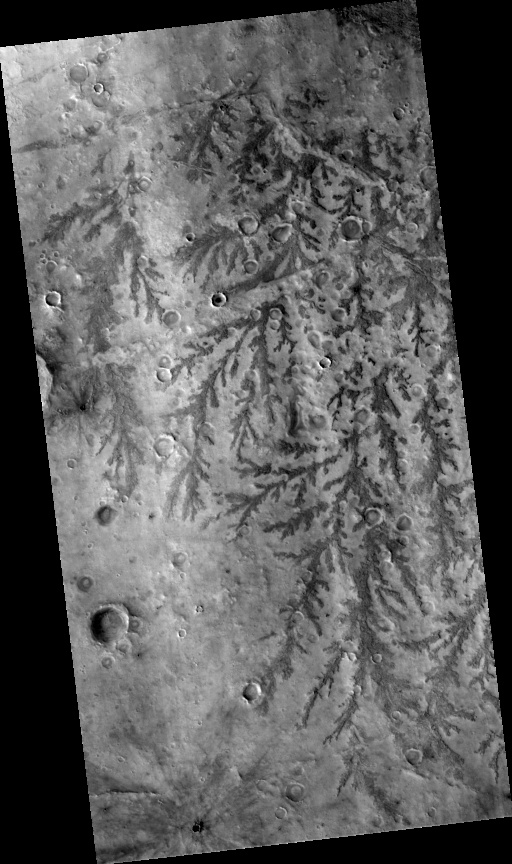
Canal invertit amb nombrosos ramals al quadrangle Syrtis Major.
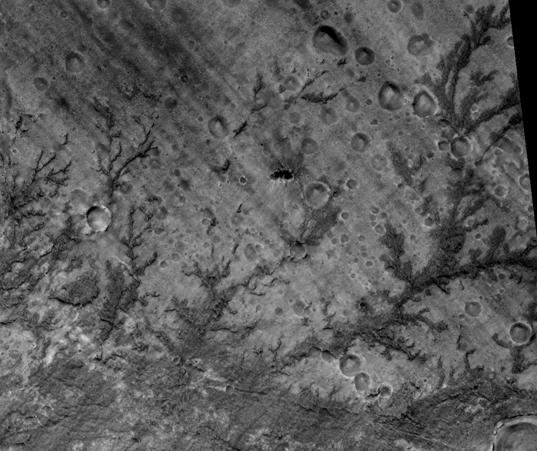
Canal invertit en el Cràter Miyamoto al quadrangle Sinus margaritifer. La barra d'escala és de 500 metres de longitud. Imatge de HiRISE.

### Roques notables
A continuació s'inclou una taula amb algunes de les roques localitzades per les missions de reconeixement a Mart, amb característiques especials que han propiciat que se'ls hagi assignat un nom identificatiu:
|                                 |                                 |                               |                      |                              |                                |                           |                          |
| Adirondack (Spirit)             | Barnacle Bill (Mars Pathfinder) | Bathurst Inlet (Curiosity)    | Big Joe (Viking)     | Block Island (Opportunity) M | Bounce (Opportunity)           | Coronation (Curiosity)    | El Capitan (Opportunity) |
|                                 |                                 |                               |                      |                              |                                |                           |                          |
| Esperance (Opportunity)         | Goulburn (Curiosity)            | Heat Shield (Opportunity) M   | Home Plate (Spirit)  | Hottah (Curiosity)           | Jake Matijevic (Curiosity)     | Last Chance (Opportunity) | Link (Curiosity)         |
|                                 |                                 |                               |                      |                              |                                |                           |                          |
| Mackinac Island (Opportunity) M | Mimi (Spirit)                   | Oileán Ruaidh (Opportunity) M | Pot of Gold (Spirit) | Rocknest 3 (Curiosity)       | Shelter Island (Opportunity) M | Tintina (Curiosity)       | Yogi (Mars Pathfinder)   |
| M = Meteoritos de Marte         |                                 |                               |                      |                              |                                |                           |                          |